# Tom Brady

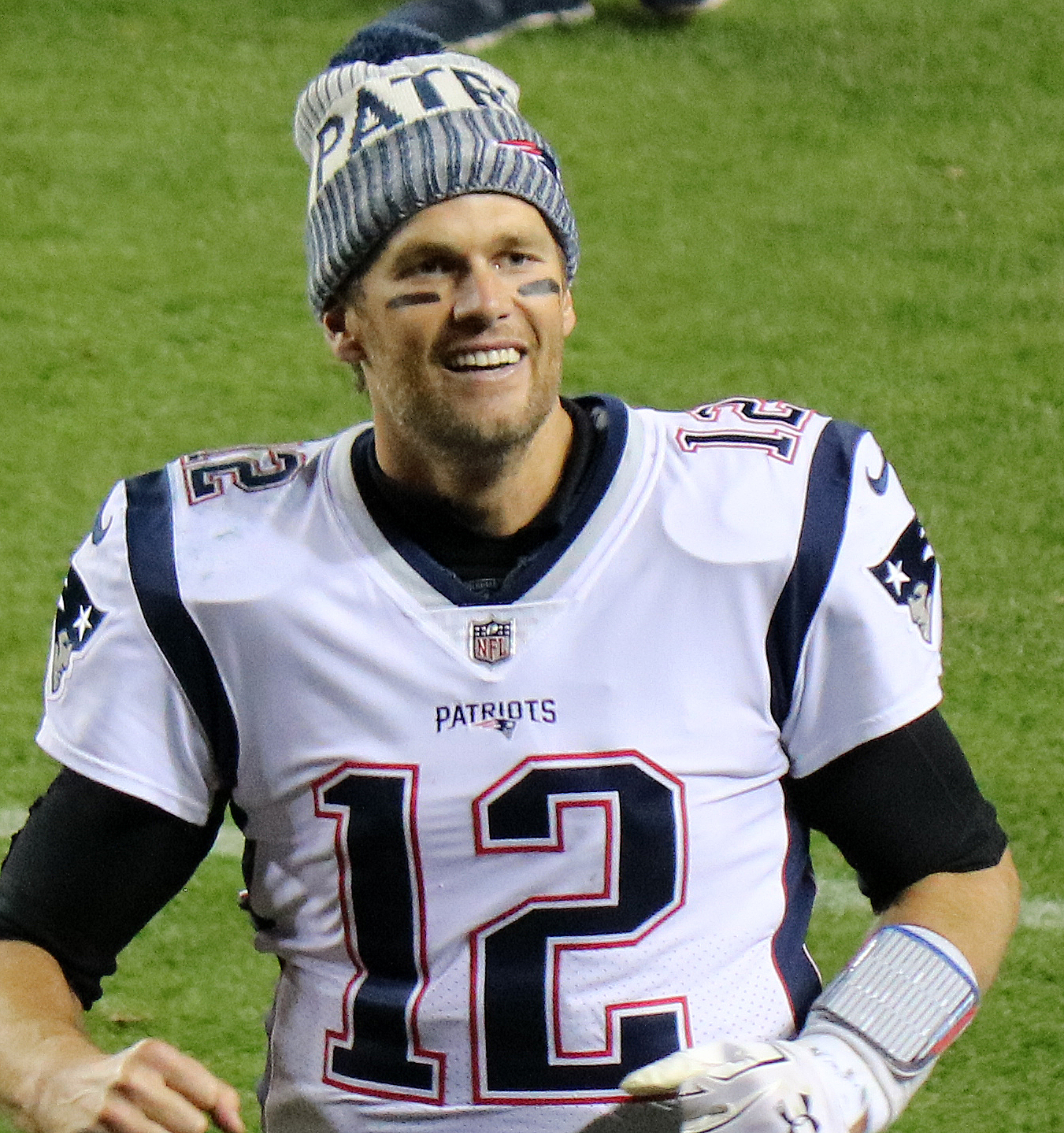
Brady (2017)

Thomas Edward Patrick Brady Jr (sinh ngày 3 tháng 8 năm 1977) là một tiền vệ bóng bầu dục người Mỹ cho đội Tampa Bay Buccaneers của Liên đoàn Bóng bầu dục Quốc gia (NFL). Anh ấy đã trải qua 20 mùa giải đầu tiên trong sự nghiệp của mình với New England Patriots, có mặt ở 10 trận Super Bowl và giành 7 chiến thắng (XXXVI, XXXVIII, XXXIX, XLIX, LI, LIII và LV), cả hai giải đấu anh đều là cầu thủ nhiều giải nhất trong số đó Lịch sử NFL. Anh ấy đã giành được kỷ lục năm giải thưởng Super Bowl MVP (XXXVI, XXXVIII, XLIX, LI và LV) cũng như ba giải thưởng NFL MVP (2007, 2010, 2017).Nhiều nhà thể thao, nhà bình luận và cầu thủ xem Brady là cầu thủ NFL vĩ đại nhất mọi thời đại.